# 羅茲多利亞 (海尼切斯克區)
46°31′7″N 34°52′0″E / 46.51861°N 34.86667°E
羅茲多利亞（烏克蘭語：Роздолля）是位於烏克蘭南部的村莊，由赫爾松州海尼切斯克區的海尼切斯克市镇負責管轄。該村面積12.9平方公里，海拔高度26米，2001年人口47，人口密度每平方公里3.66人。